# Giovanni Luca Raimondi
Giovanni Luca Raimondi (* 22. listopadu 1966 Cernusco sul Naviglio) je italský římskokatolický duchovní a biskup.

## Život
Narodil se 22. listopadu 1966 v Cernusco sul Naviglio.
Vstoupil do nižšího ambrosiánského semináře a následně do arcibiskupského semináře. Dne 13. června 1992 byl kardinálem Carlem Maria Martinim vysvěcen na kněze. Stal se farním vikářem kostela svatého archanděla Michaela v Busto Arsizio. Roku 2000 byl převeden do farnosti Santi Siro e Materno v Desiu. V Desiu později sloužil také v kostelech Santi Pietro e Paolo, San Pio X, San Giovanni Battista a San Giorgio Martire.
Dne 1. července 2008 byl jmenován farářem v Bernareggio a v září kaplanem pastorační komunity Regina degli Apostoli. Dne 29. března 2018 se stal biskupským vikářem pro pastorační zónu IV. Rho.
Dne 30. dubna 2020 jej papež František jmenoval pomocným biskupem milánské arcidiecéze a titulárním biskupem z Feradi maius. Biskupské svěcení přijal 28. června z rukou arcibiskupa Maria Delpiniho a spolusvětiteli byli biskup Luigi Stucchi a biskup Erminio De Scalzi.